# Saki's
De saki's (Pithecia) is  een geslacht uit de Zuid-Amerikaanse familie van de sakiachtigen (Pitheciidae). De wetenschappelijke naam van het geslacht werd in 1804 gepubliceerd door Anselme Gaëtan Desmarest.  Ze zijn nauw verwant aan de baardsaki's (Chiropotes).

## Kenmerken
De saki's worden 30 tot 70,5 centimeter lang en 700 tot 1700 gram zwaar. De staart is 25,5 tot 54,5 centimeter lang. Mannetjes zijn iets groter dan vrouwtjes. Ze hebben over het algemeen een lange, ruige, overwegend zwarte vacht. Ook de staart is ruigbehaard. Tussen de hoektanden en valse kiezen zitten gaten.

## Leefwijze
Het zijn voornamelijk in bomen levende dagdieren, die zich vrijwel nooit op de grond begeven. Ze hebben een voorkeur voor de bovenste lagen, maar wagen zich soms ook in struiken. Ze klimmen verticaal omlaag, met de staart naar beneden. Over takken bewegen zich meestal op vier poten, maar ze kunnen ook op twee poten rennen, met de armen omhoog en de vingers gestrekt. Ook zijn ze in staat om lange sprongen te maken. Bij gevaar kunnen ze zich zeer snel voortbewegen. Als saki's slapen, krullen ze zich op als een kat.
Saki's hebben een gevarieerd dieet. Ze eten voornamelijk bessen en andere vruchten, en zaden, zowel rijpe als onrijpe. Ook plantaardig materiaal als bladeren, honing en bloemen worden gegeten, evenals dierlijk materiaal als kleine zoogdieren (bijvoorbeeld muizen en vleermuizen) en kleine vogels, die met de handen worden verscheurd voordat ze worden opgegeten. 

## Voortplanting
Saki's leven alleen of in kleine familiegroepjes, bestaande uit een monogaam paartje en één tot vijf nakomelingen. Meestal worden echter slechts één à twee dieren samen waargenomen, omdat de dieren verspreid naar voedsel zoeken. Saki's krijgen één jong per worp, en één worp per jaar. De dieren zijn vrij zwijgzaam. Enkel bij gevaar slaken ze een luide roep. 

## Jacht
Saki's worden over het algemeen niet bedreigd, ook al wordt erop de dieren gejaagd voor voedsel of om als huisdier te houden.

## Verspreiding
Saki's leven voornamelijk in volgroeide bossen op een hoogte van 210 tot 750 meter. Ook op zeeniveau komen ze voor. Behalve in volgroeide bossen leven ze ook in meer verstoord woud en zelfs op savannes. Ze komen echter zelden in drassig bos voor. Ze komen voor in Ecuador, Zuid-Colombia, Zuid- en Oost-Venezuela, de Guyana's, Noord- en West-Brazilië, Noord-Bolivia en Peru.

## Taxonomie
Er worden dertien soorten tot dit geslacht gerekend.
- Geslacht: Pithecia (Saki's) (13 soorten)
  - Soort: Pithecia aequatorialis – Equatoriale saki
  - Soort: Pithecia albicans – Gele saki
  - Soort: Pithecia cazuzai
  - Soort: Pithecia chrysocephala
  - Soort: Pithecia hirsuta
  - Soort: Pithecia inusta
  - Soort: Pithecia irrorata – Kaalgezichtsaki
  - Soort: Pithecia isabela
  - Soort: Pithecia milleri
  - Soort: Pithecia monachus – Monnikssaki
  - Soort: Pithecia napensis
  - Soort: Pithecia pithecia – Witgezichtsaki
  -  Soort: Pithecia vanzolinii